# Веселий Перший
Весе́лий Перший (рос. Весёлый Первый) — село у складі Акбулацького району Оренбурзької області, Росія.

## Населення
Населення — 700 осіб (2010; 785 у 2002).
Національний склад (станом на 2002 рік):
- росіяни — 41 %
- казахи — 31 %